# Leonhard Gnetzamer

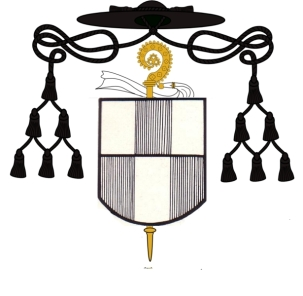
Das Wappen des Abtes Leonhard Gnetzamer

Leonhard Gnetzamer (* um 1516 in Iphofen; † 11. Mai 1566 in Würzburg) war von 1551 bis 1556 Abt des Benediktinerklosters in Münsterschwarzach. Nach seiner Absetzung stand er 1560 bis 1564 der Abtei Aura vor, bevor er bis 1566 zum Administrator von St. Jakob in Würzburg ernannt wurde.

## Leben

### Frühe Jahre
Leonhard Gnetzamer wurde um das Jahr 1516 in der würzburgischen Amtsstadt Iphofen im heutigen Unterfranken geboren. Über seine Herkunft und Familie ist nur sehr wenig bekannt. Im Jahr 1535 bezeugt eine Quelle einen Hans Gnetzhamer in Röttingen, der eventuell mit dem Abt verwandt war. Andere Zeugnisse sprechen von seinem Vater, der Küfer in Iphofen gewesen sein soll. In den Quellen tauchte der junge Leonhard erst im Jahr 1530/1531 wieder auf. Er legte damals sein Gelübde im Kloster Münsterschwarzach ab.
Innerhalb des kleinen Konvents stieg der Professe danach schnell auf. Am 11. März 1536 erhielt er die Niedere Weihe, bevor er am 16. März 1538 Subdiakon wurde. Daran schloss sich, am 22. März 1539, das Diakonat an. Zum Priester wurde Gnetzamer am 3. Juni 1542 geweiht. Nach 1544 folgte er Johannes Popp im Amt des Priors und übernahm damit erstmals innerhalb des Klosters eine wichtige Aufgabe. Diese hatte er bis zu seiner Wahl inne.

### In Münsterschwarzach
Nach dem Tod des Nikolaus Scholl im Mai 1551 war eine Abtswahl nötig geworden. Diese fand am 11. November 1551 statt und brachte Leonhard Gnetzamer als Sieger hervor. Seine Konfirmation erhielt er am 16. Juni desselben Jahres, ausführender Würdenträger war der Würzburger Generalvikar und Domsenior Heinrich. Am 16. November wurde Gnetzamer auch vom Fürstbischof Melchior Zobel von Giebelstadt bestätigt.
Schnell begann unter der Amtszeit des Abtes Leonhard die Verschwendung des Klosterbesitzes. Gnetzamer verschenkte Geld an seine Verwandten in Iphofen und lebte selbst im Reichtum. Die Äcker der Abtei verödeten bald und die Klostermühle musste ihren Betrieb einstellen. Auch um die gottesdienstlichen Aufgaben kümmerte sich Gnetzamer nicht: Es wurden kaum Gottesdienste gefeiert und das Chorgebet nur sehr unregelmäßig begangen. Gleichzeitig verkamen die durch Krieg in Mitleidenschaft gezogenen Klostergebäude noch weiter.
Abt Leonhard Gnetzamer schaffte es mit seiner Verschwendung sogar bis in die Schwankliteratur jener Zeit. Valentin Schumann schrieb über den Mönch „nit weit von Volkach“, er soll eine Bauerntochter aus der Umgebung verführt haben und den Habit durch modische Kleidung ersetzt haben. Der kleine Konvent litt am meisten unter der Misswirtschaft. Die Mönche mussten hungern, während der Abt in Luxus schwelgte. Im Jahr 1556 forderten die Mönche deshalb Visitatoren an.
Die Kontrolleure des Bistums Würzburg kamen auch bald, am 11. Juni 1556, und überprüften das Verhalten des Abtes. Am 20. Juni wurde Leonhard Gnetzamer als Abt abgesetzt. Daraufhin verließ er das Kloster und fand im Stephanskloster in Würzburg Asyl. Hier lebte er von 1556 bis 1559 weiterhin auf Kosten der Münsterschwarzacher Mönche, die ihm eine Pension von 50 Gulden genehmigt hatten. Erst 1560 veränderte sich diese Situation.

### Aura und Würzburg
Mittlerweile war der alte Bischof in Würzburg ermordet worden und Friedrich von Wirsberg war zum neuen Diözesan aufgestiegen. Er gab Gnetzamer eine zweite Chance sich als Abt zu beweisen und unterstellte ihm am 27. März 1560 die Abtei Aura. Das Kloster war zerstört und nur noch ein kleiner Konvent bewirtschaftete die Güter. Hier wirtschaftete er besser, konnte allerdings die Abtei auch nicht vor ihrer endgültigen Auflösung im Juli 1564 bewahren.
Immer noch hatte Bischof Friedrich von Wirsberg Vertrauen in Gnetzamer und übergab ihm daraufhin die Leitung des Schottenklosters St. Jakob in Würzburg. Allerdings erhielt er nicht die Abtswürde, sondern wurde lediglich Administrator im Konvent. Dieses Amt übte Gnetzamer bis zu seinem Tod im Jahr 1566 aus. Am 11. Mai 1566 starb Leonhard Gnetzamer und wurde in der Schottenkirche in Würzburg beigesetzt.

## Wappen
Das Wappen des Abtes Leonhard Gnetzamer ist das erste überlieferte Zeichen der Äbte von Münsterschwarzach. Beschreibung: Geteilt und zweimal gespalten, wahrscheinlich von Silber und Rot. Es ist auf einem Siegel aus dem Jahr 1557 überliefert, das sich auf einem Brief an den Würzburger Fürstbischof erhalten hat. Eventuell lehnt sich das Wappen an die Fähnchen auf dem Wappen der Stadt Iphofen an, aus der Gnetzamer stammte.